# 사해

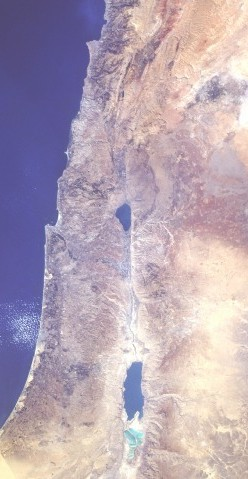
요르단으로부터 물이 흘러들어오는 사해 (NASA)

사해(死海, Dead Sea, 히브리어: ים המלח 얌 하멜라, 아랍어: البحر الميت 알바흐르 알마이트[*])는 아라비아 반도 북서부에 있는 호수이다. 유대 광야의 낭떠러지 부근에 가면 사해가 보인다. 사막 한가운데에 있다. 해면은 2016년 측정 기준으로 해발 -430.5m이며 지표에서 가장 낮은 곳이다. 히브리어로 사해(ים המלח듣기 (도움말·정보))는 소금 바다를 뜻하며, 성서에는 ‘아라바의 바다’, ‘동해’ 등으로 적혀 있다. 사해는 연중 기온 변화가 별로 없이 고온이 계속되는 곳이다. 매일 평균 500만t의 물을 요르단강으로부터 받아들인다. 사해는 물이 들어오기만 하고 나가는 곳이 없지만, 넘치지 않고 일정한 수위를 유지한다. 이 지역의 기온이 워낙 높아서 들어오는 양만큼의 물이 계속 증발하기 때문이다.

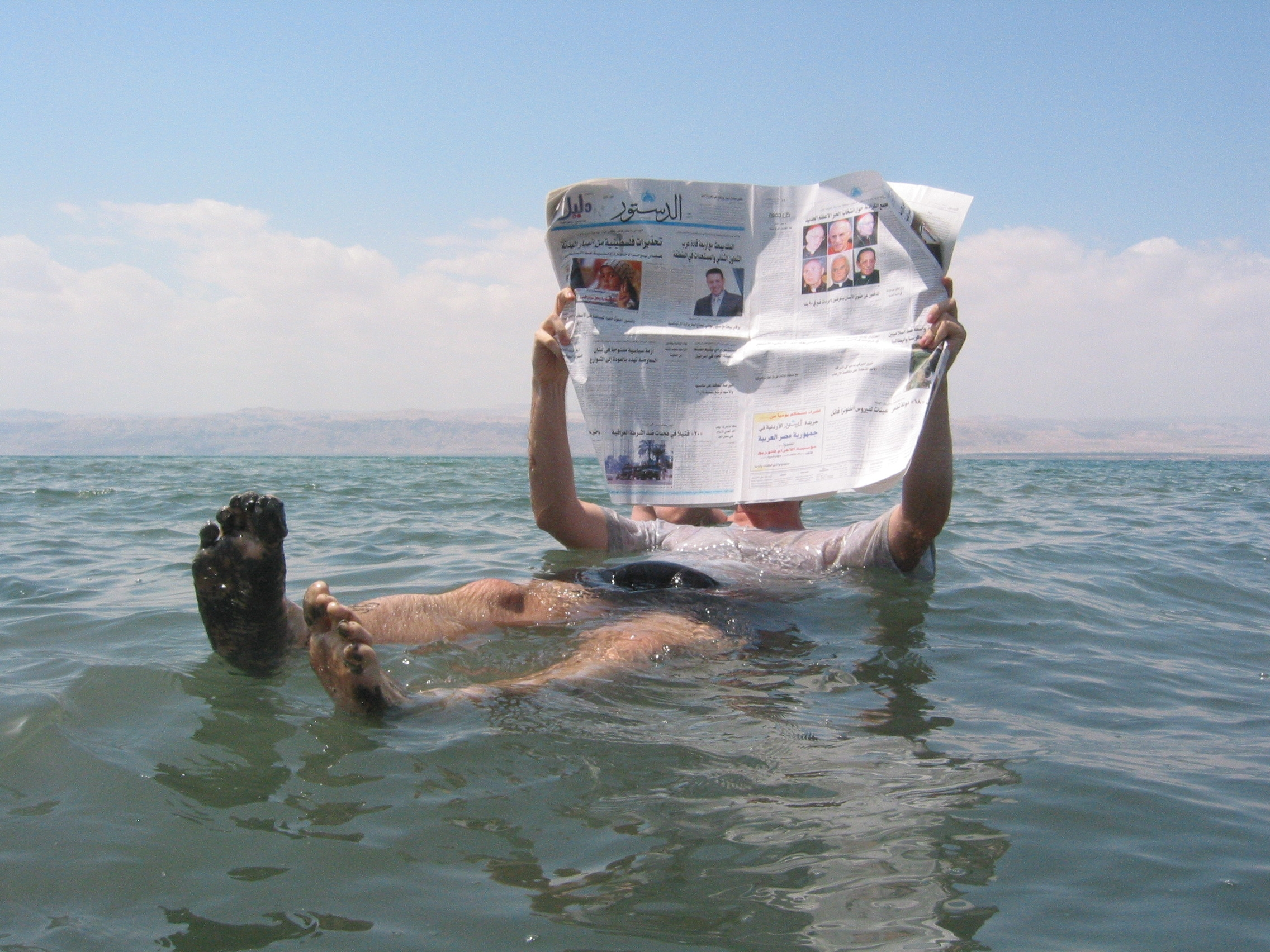
사해에서 신문을 보는 사람

## 위치
사해는 동아프리카를 구분하는 대지구대 북단에 있다. 유럽 대륙보다 동쪽에 위치해 있으며 사해는 남북 방향으로 67km, 동서 방향으로 18km에 걸쳐있는 완전히 폐쇄된 바다이다. 이스라엘, 팔레스타인, 요르단의 국경과 접하고 있다. 사해는 이곳 역사의 산 증인이다. 유대인, 기독교인, 무슬림인 모두에게 사해는 큰 종교적 사건들의 무대가 되었다. 로마인들은 이곳에서 난공불락의 마사달을 점령하기 위한 전투를 벌이기도 했다. 클레오파트라는 사해 소금의 효능을 극찬하기도 했다. 이처럼 사해는 여러 역사적 사건에 얽혀있는 곳이라 할 수 있다. 분지내에서 가장 낮은곳에 위치한 사해의 서쪽으로는 유대산맥, 동쪽으로는 높이 1200미터의 모하드 산맥으로 둘러싸여 있다.

## 형성 원인

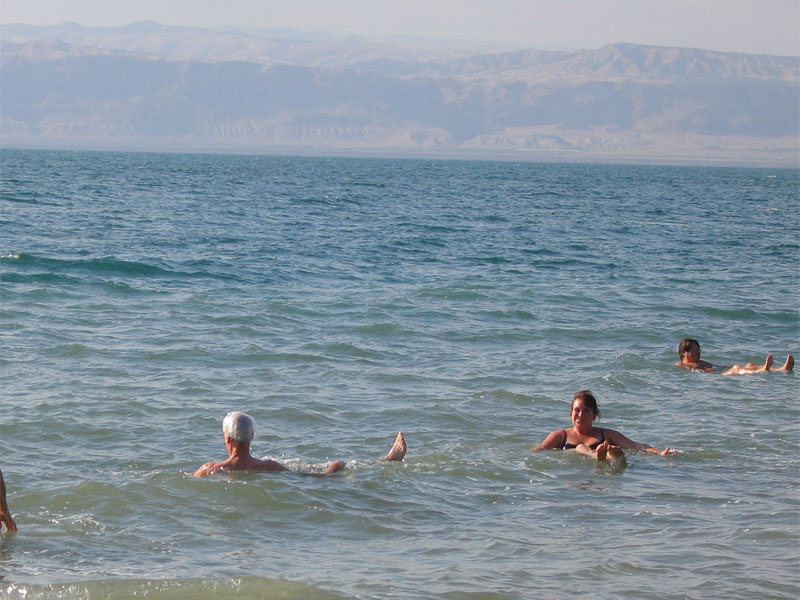
사해에 떠 있는 사람들

사해는 해수면보다 정확히 421미터 낮은 지점에 위치한 호수로 지구에서 가장 낮은 곳이다. 유대 사막 고지대와의 높이차가 700~800미터에 이른다. 사해가 이처럼 낮은 곳에 위치하게 된 이유는 다음과 같다. 사해는 지구 상의 여러 판들 중 아라비아판과, 아프리카판이 만나는 지점에 위치한다. 두 개의 판은 이 지점에서 서로 벌어지면서 북쪽으로 밀려 올라갔는데 아라비아판이 아프리카판보다 좀더 빠르게 위로 밀려올라갔다. 그 결과 아카바만에서 터키까지 1,200킬로미터 사이에 단층이 형성됐다. 사해는 이 두개의 판이 밀려 올라가는 과정에서 주변 지형보다 균열이 더 깊게 파이게 되면서 형성된 것이다. 이를 사해 단층(Dead Sea fault)이라 하며 1700만년 전 마이오세에 발달되었다.
사해의 물은 기본적으로 지중해에서 유입된 바닷물이다. 400만년 전 지구 온난화를 비롯한 기후 대변동을 겪으면서 지중해의 해수면이 상승했는데 이 과정에서 바닷물이 지중해에서 흘러들며 호수가 형성됐다. 지금으로부터 7만년 전 빙하기가 도래하면서 물이 더 이상 흘러들지 않게 됐고 이로써 현재의 사해보다 긴 225킬로미터 길이의 거대한 호수가 형성됐다. 세월이 흐르면서 이 지역의 무더운 기후와 함께 호수의 물은 증발하기 시작했다. 호수면이 차츰 낮아지면서 지중해 해수면보다 낮아지기에 이르렀고 증발이 계속되면서 거대한 호수는 북쪽의 갈릴리 호수와 남쪽의 사해로 나뉘게 됐다. 이 두 호수는 요르단강으로 연결되어 있다.
모든 소금이 그렇듯이 소금은 지표면의 모든 암석에 함유되어 있다. 빗물은 암석에 포함된 무기염을 하천으로 운반하고 이렇게 무기염을 함유한 하천은 바다와 해양으로 흘러들게 된다. 이러한 현상은 영구적으로 반복되지만 흘러들어간 소금은 바다 밑에서 퇴적되기 때문에 바다의 염도가 계속해서 높아지진 않는 것이다. 지중해 바닷물 1kg당 소금 함유량은 37g이지만, 사해 바닷물의 소금 함유량은 275g이나 된다. 사해의 소금 함유량이 높은 이유는 두 가지가 있다. 사해는 닫힌 바다에 속한다. 요르단강으로 물이 유입되는 갈릴리 호수와 반대로 사해는 다른곳으로 흐르지 못한다. 두 번째 이유로 더운 것을 꼽을 수 있다. 연중 25~40도에 이르는 더위로 인해 물의 상당수가 증발해버린다. 매년 100만 세제곱미터의 물이 증발되는데 무기염류는 계속해서 축적되기 때문이다.

## 사해 단층

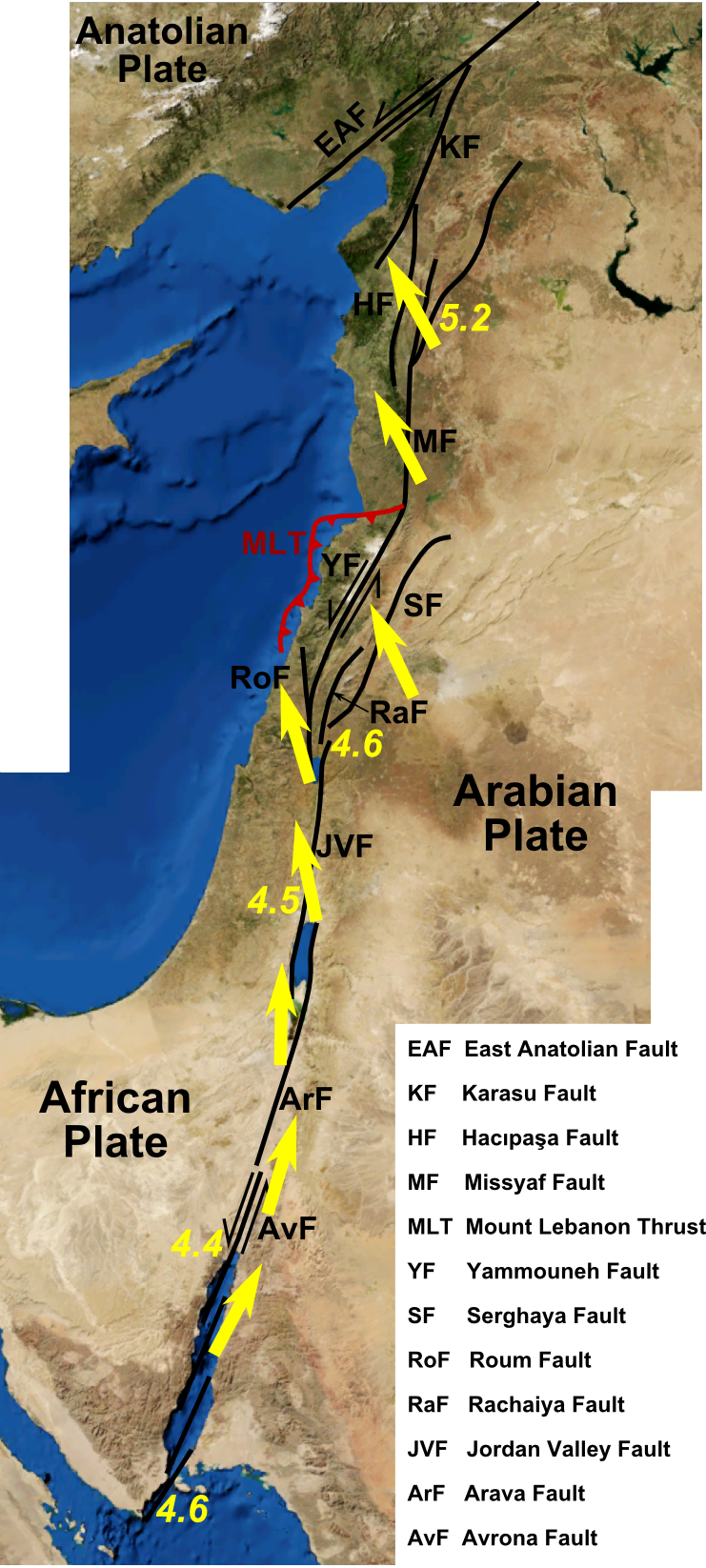

사해 단층(Dead Sea Transform;DST)은 홍해 열곡대의 북부 아카바만에서 터키까지 연장되는, 아프리카판(또는 시나이 미판)과 아라비아판을 경계 짓는 좌수향(sinistral) 보존형 경계이다. 대륙 확장 열곡(extensional rift)과 변환 단층(transform)의 특성을 동시에 갖고 있어 사해 열곡(Dead Sea rift)이라고도 불리며, 이 지역에서 발생하는 지진들의 근원이다. 지진학적으로 활발하며 최근 1천년간 1년에 1.5mm~3.5mm, 팔레오세-플라이스토세에 1년 7mm~10mm의 속도로 미끄러짐(slip)이 일어났다. 오늘날 아라비아판과 아프리카판은 상대적으로 1년에 4~8mm정도 움직이는 것으로 보인다.

## 조성
사해의 염도는 34.2%다. 이는 남극의 돈 후안 호(40%), 지부티의 아살호(34.8%) 등과 함께 높은 축에 속한다. 사해의 광물에는 나트륨, 마그네슘, 염화 칼슘, 브롬, 황, 칼륨, 탄산 칼륨, 역청 등이 있다. 고대부터 사해의 광물 성분은 다양한 질병에 효험이 있는 것으로 알려져있다.

## 형태
사해는 응고된 소금 덩어리가 두꺼운 층을 형성하고 있다. 소금층은 두껍고 단단하며 날카로워서 반드시 신발을 신고 걸어가야 한다. 사해에서는 바닷물 1kg당 275g의 소금이 함유되어 있다. 일반 바닷물의 10배가량 되는 것이다. 소금이 물 속에만 있는 것은 아니다. 소금은 주변층을 뒤덮으며 각종 기이한 장관을 연출하기도 한다.
사해는 수온이 28도 정도로 따뜻한 편이다. 물에 뜨려고 헤엄칠 필요가 없다. 부력이 높아 저절로 몸이 뜨기 때문이다.
사해의 소금은 물에서만 발견되는 것이 아니라 암석에서도 발견된다. 사해 주변에는 침전물과 소금으로 이뤄진 거대한 절벽과 동굴이 있다. 오래전 이곳 둥지에서부터 퇴적되어 형성된 것이다. 소금 동굴 안으로 들어가면 지금으로부터 300만년 전에 지중해가 생겨날 때부터 있었던 소금이 있는데 굉장히 투명해서 맨눈으로도 잘 보인다. 더 안으로 들어가면 굴뚝이 있는데 천정이 빗물로 인해 뚫린 것이다. 빗물이 지면으로 침투하며 그 자리에 있던 소금을 녹였고, 녹은 소금이 여러 통로를 통해 사해까지 운반된 것이다. 사해는 소금 함유량이 높은만큼 독성도 강하다. 그때문에 해수욕장에 대한 관리가 보다 철저히 이루어지고 있다. 건강한 성인일지라도 바닷물을 많이 삼키게 되면 위험하기 때문에 병원으로 이송해서 위세척을 실시해야 한다. 또한 건강상태가 좋지 못한 노인들의 경우 바닷물을 조금만 삼켜도 혈압이 올라가고, 이런 경우 호흡곤란, 심장발작이 나타날 수 있다.
사해에는 물고기가 살지 않는다. 사해(死海)라고 불리는 것도 그런 이유이다. 칼슘과 마그네슘 함유량이 높아 생물이 살기 어려운 환경이기 때문이다. 사해에 사는 몇 안되는 생물들은 박테리아와, 몇몇 다세포 생물 등 현미경을 통해서 볼 수 있는 것들 뿐이다. 이들 생물의 신비를 파헤치려는 학자들의 노력은 계속되고 있다.

## 활용

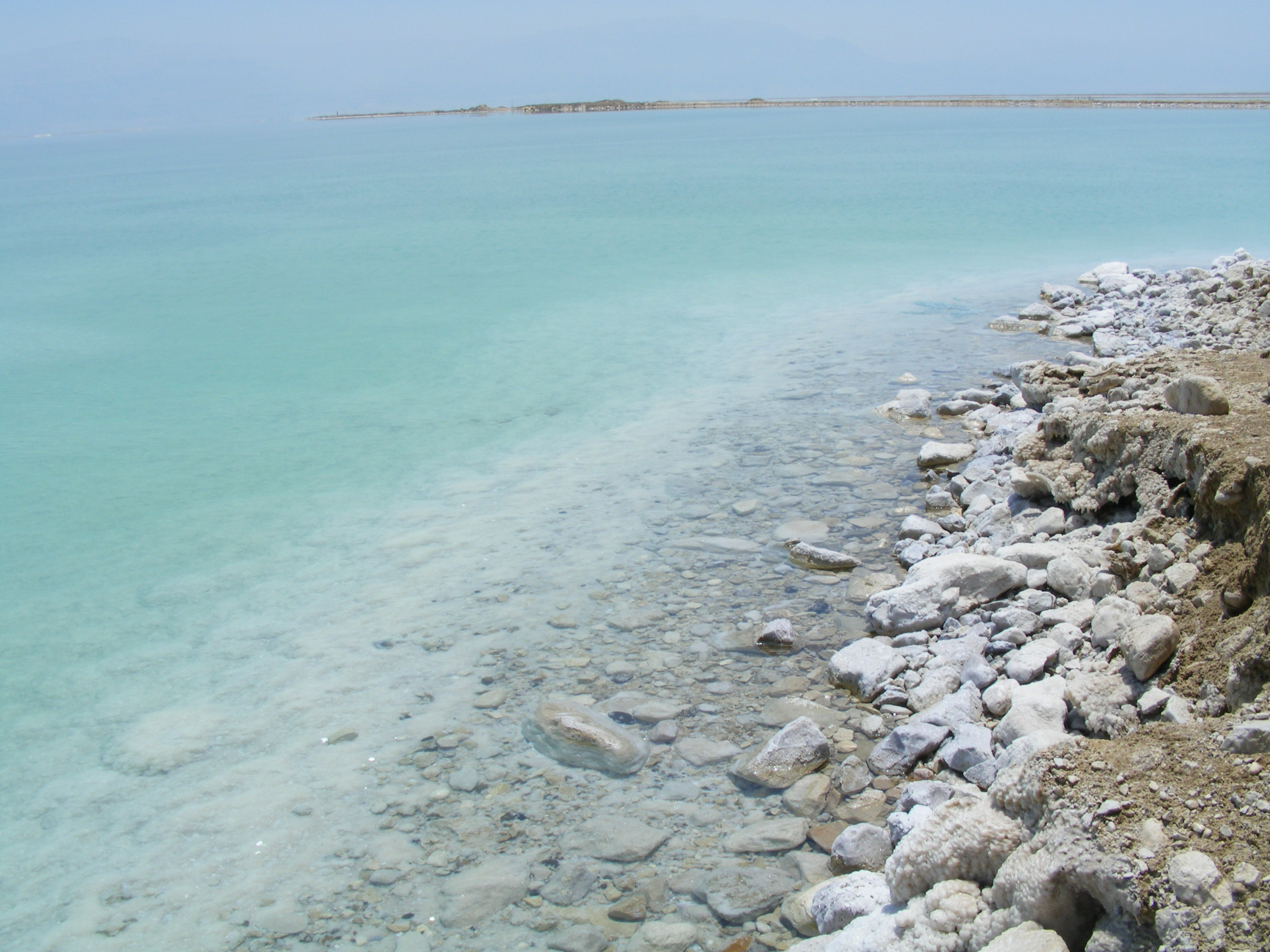
사해 해안가

사해 소금의 효용가치는 높다. 사해에 포함된 소금은 피부미용과, 류마티스 관절염 치료에 효과적이기 때문이다. 매년 수천명의 관광객들이 사해의 진흙 목욕을 하러 사해를 찾는데 사해의 진흙은 화장품 원료로 쓰여 한국, 일본, 유럽, 미국 등지로 수출된다. 사해 소금은 비료 생산 뿐만 아니라, 불을 끌때 쓰는 소화제약이나, 제약산업에도 사용된다. 마그네슘은 합금 재료로도 사용된다. 합금으로 만들어진 금속은 가볍고 강해서 항공, 자동차 산업에 이용된다. 이처럼 사해 무기염의 효용가치는 무궁무진하다. 물의 깊이가 가장 얕은 분지 남쪽에서는 이스라엘쪽 요르단 지역 할것없이 대규모로 소금 채굴이 이루어지고 있다. 그렇지만 식용 소금 생산을 위한 염화나트륨 생산이 아니라, 비료 생산을 위한 가성 칼륨을 채굴한다. 사해에서 채굴된 가성 칼륨은 오늘날 전 세계로 수출된다. 가성 칼륨은 카날라이트라는 물질에서 추출되는데 카날라이트는 염화나트륨, 칼륨, 마그네슘이 혼합된 광물로 이곳에선 백금으로 불린다. 바닷물이 증발하면 바닷물이 응고되어 침전된 카날라이트를 수거할 수 있게 되는 것이다.
사해로 인해 이스라엘과 요르단은 세계 8대 가성칼륨 생산국이 될 수 있었다. 비록 작은 나라지만, 캐나다와 러시아보다 경쟁력을 갖추고 있는 것이다. 다른 국가들의 광산들은 지하 광산에서 채굴되는 반면, 이곳에서는 바다에서 직접 채굴한다. 펌프를 사용하기 때문에 지하에서 채굴하는 것보다 비용이 적게 든다. 지하 1000미터 아래서 시추하는 것보다 지상에서 작업하는 것이 안전하기도 하다.가성칼륨의 채굴이 이곳 경제에 차지하는 비중은 상당하다. 다른 원료의 채굴과 함께 가성칼륨의 채굴도 계속 확대되고 있다.
반건조 지역인 요르단강은 요르단 최대 담수원이다. 요르단강 유역은 특히 요르단에 있어서 특히 중요한 지역이다. 요르단 인구의 75%가 이곳에 집중되어 있고 농업도 이 지역에서 생산된다. 문제는 이곳에서 생산되는 멜론, 바나나, 토마토 등이 많은 물을 소비한다는 것이다. 그러나 고성능 시설의 부족으로 낭비되는 물도 발생하고 있다. 최근엔 물 부족에 따라 많은 농업인들이 생산 방식을 바꾸었고 오늘날에는 물을 절약하는 방식 첨적주입 방식과, 온실 재배를 하는 경우도 늘고있다. 현재 요르단강 유역에만 약 6만개의 온실이 있다. 물을 적게 소비하는 공중 재배가 유행하고 있는 것이다. 대추야자의 경우 1톤을 재배하는데 1000세제곱미터의 물이 필요하지만, 토마토는 이보다 두배 이상이 들어간다.
또한 사해 부근에는 천연 가스가 매장된 것이 확인되어, 향후에 가스 개발이 계획되고 있다.

## 문제

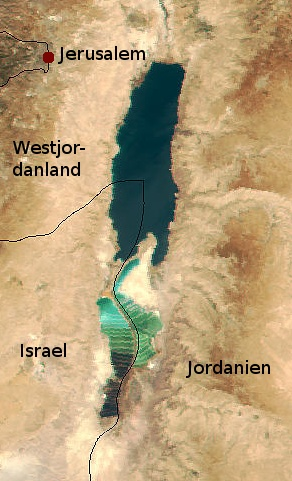
사해 위성사진

몇십 년 전까지만 해도 거대한 호수를 이루었던 사해는 현재 두 부위로 나뉘어 있다. 북부는 넓고 수심도 깊은 반면, 남부는 소금 생산을 위한 염전이 조성되어 있다. 사해가 이렇게 두 구역으로 나뉘게 된건 해수면 하강 때문인데, 최근에는 매년 1미터씩 해수면이 낮아지고 있어 우려스러운 상황이다. 그래서 운하를 만들어 북쪽의 물이 남쪽으로 흐르도록 만든 것이다. 그 때문에 사해에 있는 관광단지는 몇년 전까지만 해도 해수면 바로 앞에 위치하고 있었지만, 현재는 사해가 계속 증발해 지금은 2킬로미터의 거리나 되어 버스를 타고 이동해야 하며 현재도 계속 거리가 벌어지고 있다.
사해의 해수면이 낮아지는 것은 위성 사진을 통해 확인할 수 있다. 해수면의 하강은 이스라엘건국(1948년) 이후, 농업의 확산에 따라, 요르단강 상류에 대규모 관개 사업이 시행되어 농업과 인구가 증가하게 된 것이 주요 원인이다. 1950년대 이스라엘은 토지를 관계하고, 4개 사막에 물을 공급할 목적으로 갈릴리 호수에 댐과 운하를 건설했다. 이와 동시에 이웃 국가인 요르단도 요르단강에 주요 지류에서부터 운하를 건설하기 시작했다. 여기에 농업과 인구 증가가 이루어지며 해수면 하강은 가속화됐다. 요르단강 주변에 증가한 인구를 수용하기 위해 정부는 여러개의 댐을 건설했다. 동시에 이스라엘도 역시 댐을 건설해나갔다. 이로 인해 1960년대만 해도 13억톤의 물을 공급하던 요르단강은 2000년 들어서 2억9000만 세제곱미터의 물밖에 공급하지 못하게 되었다. 또한 비정부기구의 추산치에 따르면 광산업체들이 사해에 끌어쓰는 물의 양이 연간 3억톤에 이르기 때문에 아무 조치도 취하지 않으면 50년 이내에 사해는 곧 사라질지도 모른다. 그러나, 요르단강과 그 지역으로부터 취수량을 줄임으로써 사해 해수면의 하강을 늦출 수 있다. 사해 해수면이 낮아지면 주변 토지에도 영향을 미치기 때문에 대책 마련이 필요한 것이다. 그렇지 않아도 물 부족에 시달리는 이 지역에서는 상당히 큰 문제로 대두되고 있다.
해수면 하강으로 인해 대두된 또다른 문제가 있다. 사해 연안에서 지면이 붕괴되며 곳곳에 싱크홀이라 불리는 구멍이 형성되고 있는 것이다. 큰 것은 지름이 50미터에 이르는 것도 있다. 20년 전엔 이곳이 사해로 덮여있었는데 해수면이 낮아지면서 빗물이 이곳의 소금을 녹이면서 싱크홀이 생긴 것이다. 전에는 주변에서 이주해오는 농민들이 많고 공장들도 있었다. 하지만 싱크홀이 커지면서 사구가 생기기 전에 모두 이전했다. 사해 남쪽 요르단 근처에 싱크홀이 많은데 북쪽보다 남쪽 해수면이 급격하게 하강하고 있기 때문이다. 싱크홀이 생기면서 정부 차원에서 지원에 나섰다. 10년 전부터 남쪽에 위치한 곳에 농토를 배분하고 있다. 주민들은 조사를 통해 향후 어느 지점에 싱크홀이 생길지 예측하고, 싱크홀을 막을 방법을 구상한다. 싱크홀이 생기는 이유는 과학자들도 정확한 규명을 못하고 있지만, 지면내 소금층이 원인일 것이라는데에는 의견이 일치한다. 시간이 흐르며 사해 바닥과 측면에 소금이 축적되며 침전물 사이로 소금층이 형성됐는데 이 소금층이 다공질 암석으로 되어 있다보니 빗물과 하천이 쉽게 스며들었다. 빗물은 수천년동안 지면에 막혀 바닷물 아래쪽으로 내려갈 수 없었기 때문에 지표면에 암석에 머물 수 밖에 없었다. 소금층은 매우 높은 바닷물에 속해 있었던 관계로 그 속에서 용해될 수 없었다. 하지만 사해 해수면이 낮아지면서 담수가 소금층에 깊게 침투하면서 소금층이 점차 녹기 시작해 구멍이 생긴 것이다. 이 구멍들은 지면에서는 크게 보이지 않지만 지반을 크게 약화시키고 오늘날에서는 하중이 가해지면 붕괴되어 싱크홀이 생기게 된 것이다. 이 현상은 이스라엘 지역 경제에도 영향을 미치고 있다. 엘디비에서는 1990년대 들어서 싱크홀의 형성으로 캠핑장과 야자밭이 폐쇄되었고, 오늘날에는 해수욕장의 상당수도 폐쇄되었다. 20년 전부터 이스라엘의 지질학자들이 싱크홀의 지도를 작성하고 있는데 이러한 작업을 통해 붕괴 위험에 놓인 곳을 효율적으로 식별할 수 있다. 이곳 내륙에서는 1983년에 제작된 지도보다 균열에 따라 싱크홀이 분포되어 있다. 이것을 보면 지반의 균열과 싱크홀 사이에는 깊은 연관이 있을 것으로 보인다. 그때부터 나타난 다른 모든 싱크홀도 균열을 따라 분포되어 있다. 싱크홀에 고인 물에 미생물이 번식하며 각각 다른 빛깔을 띄게 된다.

### 해결책
아카바 사막을 넘어 200킬로미터 이상 이어지며 홍해의 물을 사해로 운반하는 역할을 하는 운하가 있다. 요르단과 이스라엘이 심사숙고해서 제작한 이 프로젝트는 세계 은행의 지원을 받는다. 이 프로젝트의 목적은 해수면 하강을 막고 경제적, 사회적 문제를 해결하는 것이다. 이 프로젝트는 홍해에서 사해까지 운하를 건설하는 것으로 요약할 수 있다. 물의 일부를 담수하여 요르단과 팔레스타인 주민들에게 용수를 공급하고 나머지는 사해로 유입시키는 것이다. 궁극적으로는 사해 해수면 유지가 목적인 것이다. 이론적으로 이상적인 프로젝트지만, 이행이 쉽지않다. 운하가 지날 지점에 지진지대가 있을 뿐 아니라, 홍해의 바닷물 유입으로 인해 사해 성분에 변화가 생길 수 있기 때문에 바닷물의 색이 변하거나, 조류가 번식하거나 이상현상이 발생할 수 있다. 환경학자들은 요르단강의 유량이 해결되어야 사해를 살릴 수 있다고 말한다. 하지만 현재로서는 여러 반대 의견에도 불구하고 운하 건설이 설득력을 얻고있고 유럽, 일본을 비롯한 다른 나라들도 건설 비용을 지원하고 있다. 이 프로젝트는 정치적으로도 영향력을 미쳤다. 이스라엘과 요르단은 1994년까지 전쟁을 치르던 관계였으나, 운하 건설로 인해 양국이 협력하게 되었고 지역경제에도 활성화 할 수 있게 된 것이다.

## 같이 보기
- 아랄해